# Paleoptera
Denumirea de Palaeoptera sau de paleoptere (din greacă palaeos „antic” și greacă pteron „aripă”)  a fost aplicată în mod tradițional cladelor de insecte cu aripi (astăzi majoritatea sunt dispărute) care nu posedau abilitatea de a-și îndoi aripile deasupra abdomenului, spre deosebire de speciile de neoptere. Complexitatea mecanismului de mișcare al aripilor, dar și mușchii care sunt implicați în zbor, sunt indicatori clari ai faptului că Neoptera este o descendență monofiletică.